# Цергонди
Цергонди (ест. Tsergondõ), також Цергонде, Церконде, Церкона, Черконда, Черконде, Туліка, Юленурме — село в Естонії, входить до складу волості Меремяе, повіту Вирумаа.